# Viorel Frunză
Viorel Frunză, född 6 december 1979 i Chişinău, är en före detta moldavisk fotbollsspelare (anfallare) som debuterade i det moldaviska landslaget 2003. Under spelarkarriären, som inleddes 1996 i Agro Chişinău, har Frunză bland annat spelat i CFR Cluj och PAOK FC.

## Meriter
- FC Zimbru Chişinău
  - Moldaviska cupen: 2003